# Европско првенство у атлетици за млађе сениоре 2011 — 5.000 метара за жене
Такмичење у трчању на 5.000 метара у женској конкуренцији на 8. Европском првенству у атлетици за млађе сениоре 2011. у Острави одржано је 17. јула 2011. на Градском стадиону.
Титулу освојену у Каунасу 2009, није бранила Наталија Попкова из Русије јер је прешала у сениоре.

## Земље учеснице
Учествовало је 19 такмичарки из 14 земаља.
1. Азербејџан (1)
2. Белорусија (1)
3. Естонија (1)
4. Немачка (2)
5. Норвешка (2)
6. Русија (2)
7. Србија (1)
8. Турска (1)
9. Уједињено Краљевство (3)
10. Украјина (1)
11. Француска (1)
12. Холандија (1)
13. Хрватска (1)
14. Чешка (1)

## Освајачи медаља
|                               |                                      |                            |
| Лајес Абдулајева · Азербејџан | Стиви Стоктон · Уједињено Краљевство | Клеманс Калвен · Француска |

## Квалификациона норма
Требало је да квалификациону норму такмичари остваре у периоду од 1. јануара 2010. до 4. јула 2011. године.
| Норма    |
| -------- |
| 16:35,00 |

## Сатница
| Датум   | Време |        |
| ------- | ----- | ------ |
| 17. јул | 16:35 | Финале |

## Рекорди
| Рекорди пре почетка Европског првенства 2011. | Рекорди пре почетка Европског првенства 2011. | Рекорди пре почетка Европског првенства 2011. | Рекорди пре почетка Европског првенства 2011. | Рекорди пре почетка Европског првенства 2011. | Рекорди пре почетка Европског првенства 2011. |
| Рекорди                                       | Атлетичарка                                   | Земља                                         | Време                                         | Место                                         | Датум                                         |
| --------------------------------------------- | --------------------------------------------- | --------------------------------------------- | --------------------------------------------- | --------------------------------------------- | --------------------------------------------- |
| Европски рекорд У-23                          | Елван Абејлегасе                              | Турска                                        | 14:24,68                                      | Берген, Норвешка                              | 11. јун 2004.                                 |
| Рекорди европских првенстава У-23             | Елван Абејлегасе                              | Турска                                        | 15:16,79                                      | Бидгошч, Пољска                               | 20. јул 2003.                                 |

## Резултати

### Финале
Финале је одржано 17. јула 2011. године у 16:35.,
| Место | Атлетичарка               | Земља                | ЛР | ЛРС | Резултат | Белешка  |
| ----- | ------------------------- | -------------------- | -- | --- | -------- | -------- |
|       | Лајес Абдулајева          | Азербејџан           |    |     | 15:29,47 | НР, ЛР   |
|       | Стиви Стоктон             | Уједињено Краљевство |    |     | 15:58,51 | ЛР       |
|       | Клеманс Калвен            | Француска            |    |     | 16:02,07 |          |
| 4.    | Олга Скрипак              | Украјина             |    |     | 16:05,65 |          |
| 5.    | Богдана Мимић             | Србија               |    |     | 16:08,94 |          |
| 6.    | Ема Палан                 | Уједињено Краљевство |    |     | 16:12,57 |          |
| 7.    | Хана Вакер                | Уједињено Краљевство |    |     | 16:13,06 |          |
| 8.    | Јана Јанине Сетоут        | Немачка              |    |     | 16:24,00 | ЛР       |
| 9.    | Јелена Коропкина          | Русија               |    |     | 16:27,92 |          |
| 10.   | Мартина Баринова          | Чешка                |    |     | 16:35,82 |          |
| 11.   | Матеа Матошевић           | Хрватска             |    |     | 16:38,59 |          |
| 12.   | Малевич Волга             | Белорусија           |    |     | 16:40,58 |          |
| 13.   | Лаура Сур                 | Естонија             |    |     | 16:47,54 |          |
| 14.   | Џил Холтерман             | Холандија            |    |     | 16:53,27 |          |
| 15.   | Руна Скрове Фалч          | Норвешка             |    |     | 17:50,90 |          |
|       | Јекатерина Горбунова      | Русија               |    |     | 15:45,14 | Диск.[а] |
|       | Мерјем Ердоган            | Турска               |    |     | НЗ       | Диск.[а] |
|       | Каролина Бјеркели Гровдал | Норвешка             |    |     | НС       |          |

а  Атлетски савез Русије је 25. октобра 2011. објавио да је другопласирана на овом такмичењу у трци на 5.000 метара Јекатерина Горбунова дисквалификована због коришћења допинга. Комисија ВФЛА одлучила да се Горбунова дисквалификује на 2 године, а постигнути резултати после 12. јула 2011. године, пониште и освојене медаље одузму укључујући и "сребро" на Европском првенству за млађе сениоре 2011. године. Због допинга је дисквалификована и Мерјем Ердоган из Турске. медаље, пласман и резултати су ажурирани тако да приказују прерасподелу медаља.